# Carl Bressler
Carl Bressler est un acteur et producteur américain né à Détroit au Michigan.

## Filmographie

### Acteur

#### Cinéma
- 1984 : Blood Theatre : Pimp
- 1985 : La Vengeance de l'ange : Professeur Garfield
- 1988 : Arthur 2 : le client du diner
- 1988 : Two Idiots in Hollywood : l'assistant du procureur
- 1993 : Le Double maléfique : Larry Spaulding
- 1995 : Usual Suspects : Saul Berg
- 1995 : Delinquent's Derby : Betting Clerk
- 1996 : Love & Sex etc. : Cornelius Berg
- 1997 : Dinner and Driving : Sidney Berg
- 1998 : Welcome to Hollywood
- 1998 : Free Enterprise : Mort Berg
- 2001 : Echos of Enlightenment : Herb Kleinberg
- 2005 : The Californians : Pasteur Berg
- 2006 : Valley of the Heart's Delight : Harold Berg
- 2007 : Timber Falls : Sam
- 2007 : Final Draft : Menachem Mendel Berg
- 2008 : Faded Memories : Juge Nathan Berg
- 2009 : Bitter/Sweet : Stan Berg
- 2009 : Coming & Going : Juge Louis Berg
- 2014 : Rough Hustle : Cutty Berg Gaines
- 2015 : ToY : Dr Greenberg
- 2015 : Something About Her : Steve Berg
- 2015 : Erasing Eden : Shérif Robert Berg

#### Télévision
- 1986 : Stingray : le gardien de la cuisine (1 épisode)
- 1986 : Fame : le pickpocket (1 épisode)
- 1987 : Outlaws (1 épisode)
- 1988 : Rick Hunter (1 épisode)
- 1989 : 1st & Ten : le déchireur de ticket (1 épisode)
- 1998 : Fame L.A. : le pickpocket (1 épisode)
- 2015 : Battle Creek : Leonard Berg (1 épisode)

### Producteur
- 1990 : The Spirit in Architecture: John Lautner
- 1997 : Dinner and Driving
- 1998 : Phoenix Arizona
- 2011 : Standing Silent
- 2014 : Belong